# Koenigsegg Agera
Der Koenigsegg Agera ist ein Supersportwagen, den der schwedische Fahrzeughersteller Koenigsegg in verschiedenen Varianten produzierte. Er ist das Nachfolgemodell des Koenigsegg CC und wiederum das Vorgängermodell des Koenigsegg Jesko, der den Agera 2019 ablöste. Der Koenigsegg One:1 ist sein Schwestermodell.

## Modelle
Von 2011 bis 2018 wurden insgesamt 53 Agera gebaut, darunter fünf Agera S, 18 Agera R, 25 Agera RS und drei Agera Final.
Um die Exklusivität zu unterstreichen, bietet Koenigsegg seinen Kunden gegen Aufpreis an, ihren Fahrzeugen eigene Namen zu geben. Dies erklärt die große Variation an Bezeichnungen, obwohl es offiziell nur fünf unterschiedliche Agera-Modelle gibt.
Spätestens mit der Einführung des Agera hat sich in der Koenigsegg-Fan-Community durchgesetzt, die Fahrzeuge anhand ihrer Fahrgestellnummer zu identifizieren. Dabei werden die fortlaufenden letzten drei Ziffern verwendet. So hat zum Beispiel der erste gebaute Agera die #077. In seltenen Fällen wird die viertletzte Stelle mit angegeben, die jedoch immer eine 7 ist.
2010 wurde der Koenigsegg Agera von Top-Gear zum Hypercar of the Year gewählt.

### Agera

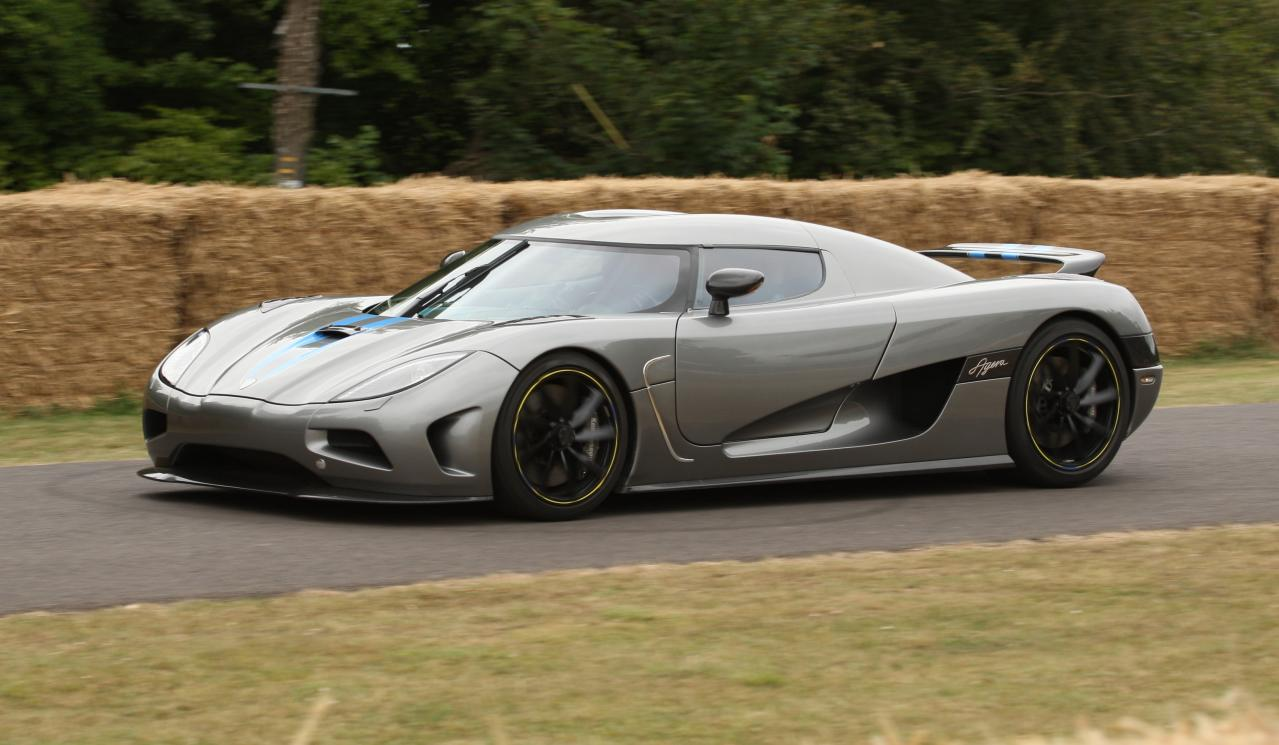
Koenigsegg Agera

Der erste Koenigsegg Agera wurde 2010 vorgestellt. Er basiert technisch auf dem CCX, bekam jedoch eine neu gestaltete Karosserie, ein neues Interieur und einen neuen Motor. Das Fahrzeug hat ein Monocoque aus kohlenstofffaserverstärktem Kunststoff (CFK), um es so leicht wie möglich zu bauen. Es wiegt inklusive Tank 70 kg und ist gleichzeitig mit 65 kNm/° extrem verwindungssteif. Gefertigt werden alle Teile in der Fabrik im schwedischen Ängelholm.
#088 Agera X

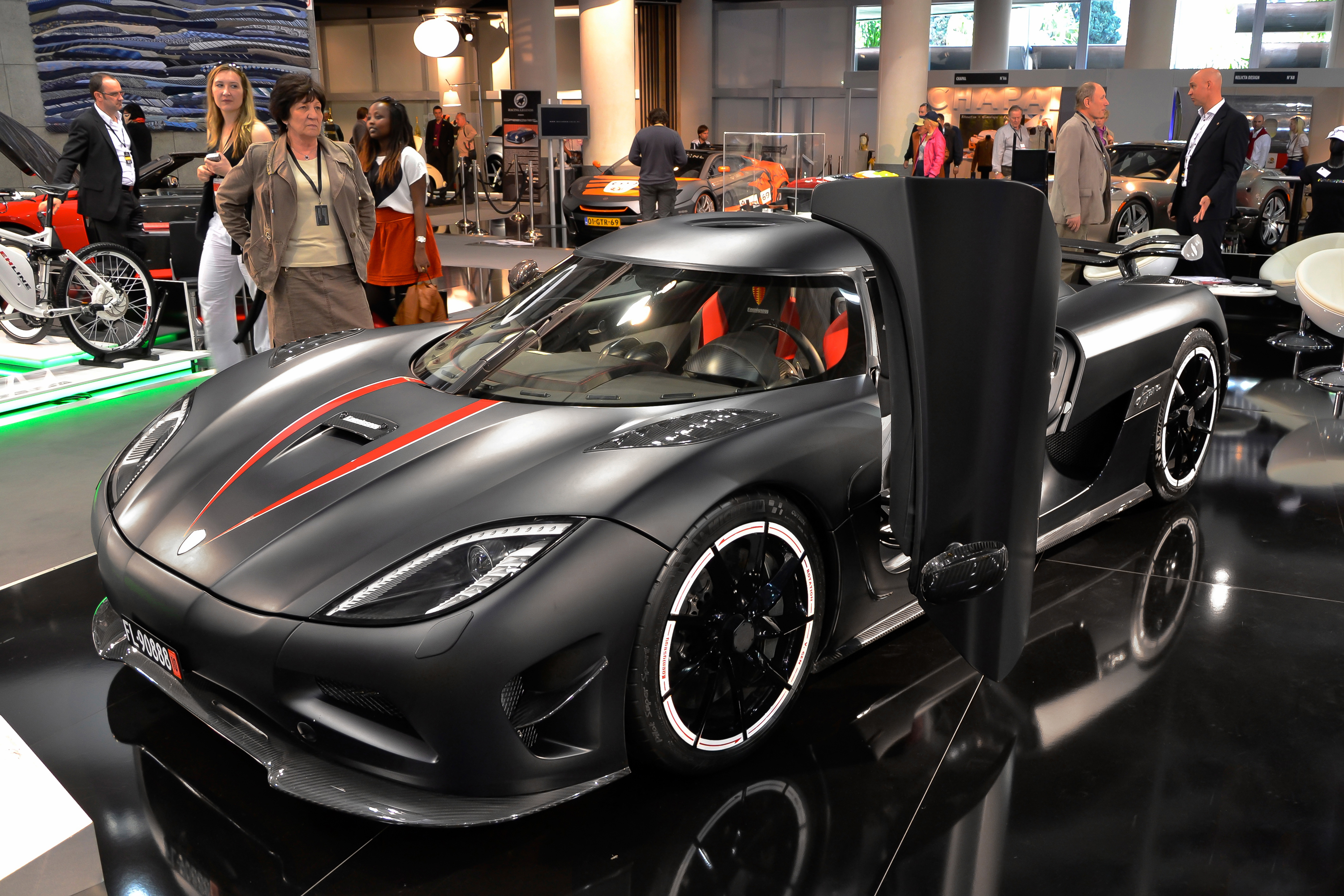
Koenigsegg Agera X

Diese Sonderedition des Agera mit der Chassis-Nummer #088 wurde im Frühjahr 2012 bei der Top Marques in Monaco vorgestellt. Die Karosserie ist mattschwarz lackiert – mit den für die Baureihe typischen zwei roten Streifen. Technisch gleicht der Agera X dem „normalen“ Agera. Im Herbst 2012 stand der einzig existierende Agera X auf jameslist.com zum Verkauf. Der Preis betrug 888.888 Euro, was vermutlich eine Anspielung auf die Produktionsnummer (88) dieses – ohne Zählung der Prototypen – achten gebauten Agera ist.

### Agera R

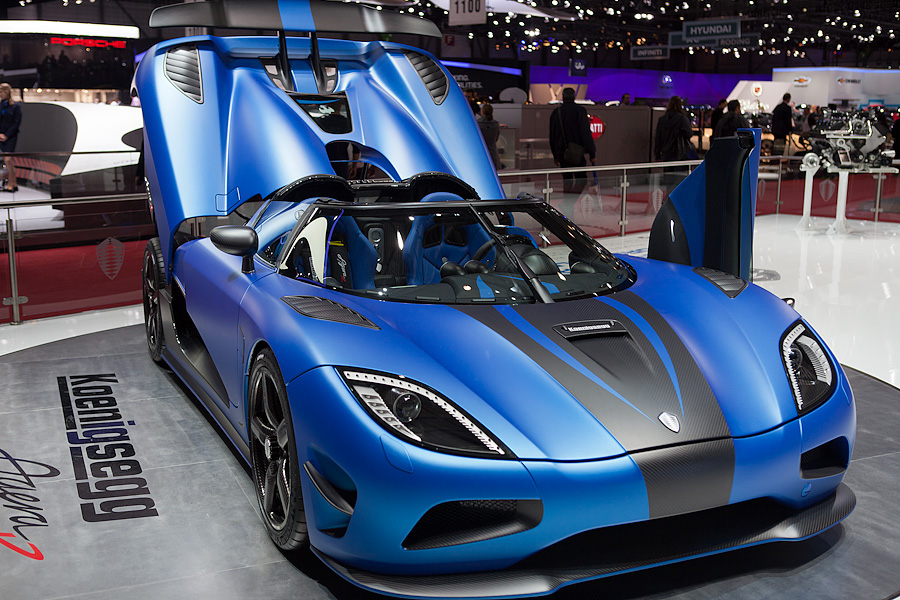
Koenigsegg Agera R

Der für den Agera R von Koenigsegg neu entwickelte Motor leistet 838 kW (1140 PS). Diese Leistung erreicht er auch mit E85 (Biokraftstoff), da das Motormanagement genug Reserven beim Einspritzvolumen vorhält (E85 mit 85 % Ethanolgehalt hat eine geringere Energiedichte, daher wird mehr Treibstoff benötigt, um die gleiche Leistung zu erzielen). Verzögert wird mit Scheibenbremsen. Die Bremsscheiben sind aus Carbon-Keramik, vorne in Format 397 × 40 mm mit Sechs-Kolben-Festsätteln und hinten 380 × 34 mm mit je vier Kolben. Theoretisch sind 440 km/h als Höchstgeschwindigkeit erreichbar, doch wird das Auto bei 415 km/h oder 400 km/h (für den Straßenverkehr) abgeregelt.
Im Jahr 2014 wurde ein Nachbau des Agera R zum Star der Videospielverfilmung Need for Speed.
Die Modelle des Jahrgangs 2013 sind – angekündigt – die ersten Serienfahrzeuge, die mit Rädern aus KFK ausgeführt sind. Sie werden in einem Stück gefertigt. Gegenüber den leichtesten am Markt verfügbaren Leichtmetallrädern gleicher Größe konnte etwa 40 % der Masse eingespart werden.
Zwischen 2011 und 2014 wurden inklusive aller Sonderversionen 18 Agera R produziert.
#083 Agera R Speed Racer

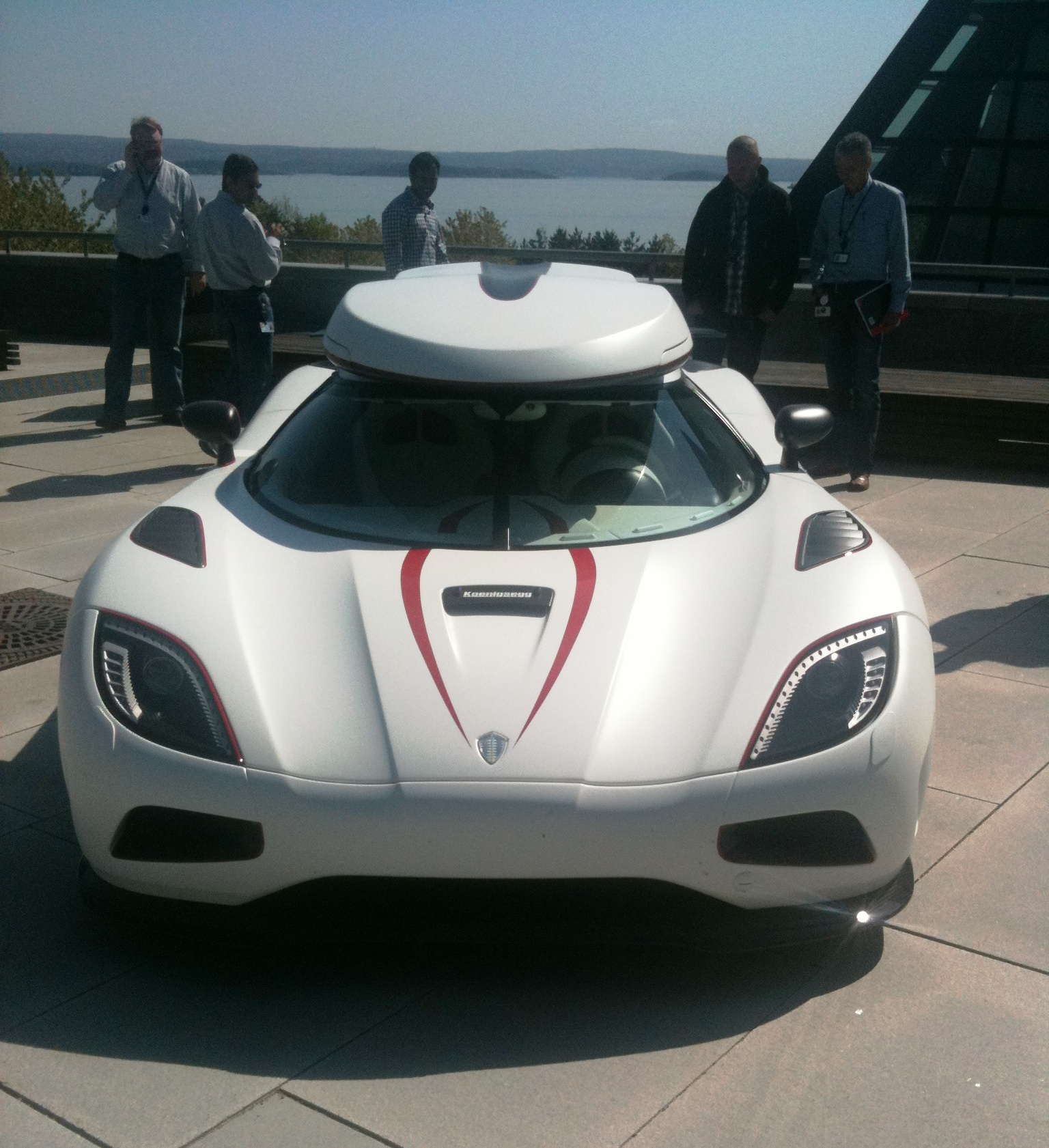
Koenigsegg Agera R Speed Racer mit Skibox

Dieses Fahrzeug erhielt eine spezielle Lackierung in Anlehnung an den Mach 5 aus der 60er-Jahre-Anime-Serie Speed Racer. Zudem wurde er mit der optional erhältlichen Skibox ausgestattet.
#086 Agera R Super Velocity
Am 2. September 2011 wurde während Testfahrten auf der Koenigsegg-eigenen Teststrecke in Ängelholm mit diesem Fahrzeug sechs Weltrekorde aufgestellt. Darunter waren unter anderem:
- 0–300 km/h in 14,53 s
- 300–0 km/h in 6,66 s
- 0–300–0 km/h in 21,19 s

Der letzte, eine Beschleunigung aus dem Stillstand auf 300 km/h mit anschließender Vollbremsung zurück zum Stillstand in 21,19 Sekunden, wurde in das Guinness-Buch der Rekorde aufgenommen.
#092 Agera R Artico
Der Agera R Artico war der erste Agera, der nach US-Spezifikationen gebaut wurde. Der Wagen verbrachte einige Zeit in den USA, konnte aber aufgrund von Problemen mit der amerikanischen Zulassungsbehörde zunächst nicht für den amerikanischen Straßenverkehr freigegeben werden. Durch die doch starken Verzögerungen hat der ursprüngliche Käufer den Wagen kurz vor der Auslieferung storniert. Er wurde daraufhin wieder nach Schweden gebracht und auf Rechtslenkung umgebaut.
#093 Agera R BLT
Diese Sonderausführung wurde 2012 auf Wunsch eines chinesischen Kunden auf Basis des Agera R angefertigt. Besondere Merkmale dieser Edition sind die transparent lackierte Karosserie mit roten Details, das blaue Interieur und der KFK-Heckspoiler. Der Motor stammt aus dem 2013er Agera R. Er ist der erste Koenigsegg, der seinen vom Kunden verliehenen Namen als Emblem am Fahrzeug trägt.
#094 Agera R Zijin
Anfang 2013 wurde mit dem „Zijin“ ein weiteres auf dem Agera R basierendes Einzelstück vorgestellt. Das Exterieur wurde vom chinesischen Kunden in einer violetten Lackierung mit goldenen Streifen und Kohlenstofffaser-Elementen konfiguriert. Die Technik stammt auch bei diesem Sondermodell unverändert aus dem 2013er Agera R.
#096 Agera R King
Vorgestellt auf der Shanghai Auto Show im April 2013, wurde er dort anschließend seinem Käufer ausgeliefert. Er ist mattweiß lackiert mit Elementen aus Sichtkarbon und Akzenten in Hellblau.
#097 Agera R Sheng
Er wurde zusammen mit #096 auf der Shanghai Auto Show vorgestellt. Seine Karosserie wurde in einem hellen Blau lackiert, mit Sichtkarbon-Elementen und Akzenten in Weiß.

### Agera S

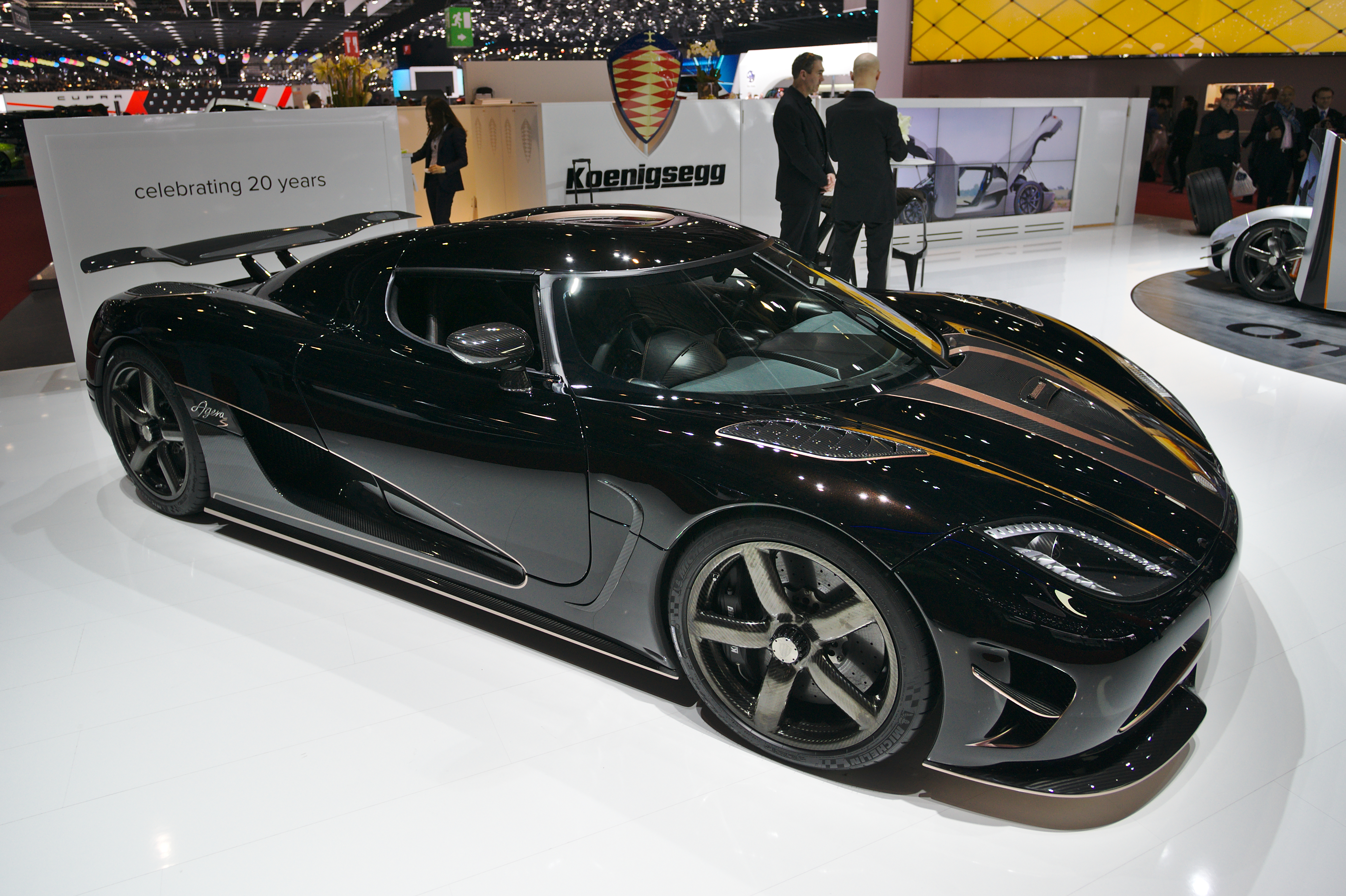
Koenigsegg Agera S

Der Agera S ist technisch weitgehend gleich mit dem Agera R, jedoch mit dem Unterschied, dass die S-Version für Länder entwickelt wurde, in denen Biokraftstoffe (E85-E100) nicht allgemein verfügbar sind. So leistet der Motor des Agera S 758 kW (1030 PS) und liefert ein maximales Drehmoment von 1100 Nm, wenn der Motor mit Super Plus (98 ROZ) betrieben wird.
Zwischen 2012 und 2014 wurden insgesamt fünf Agera S hergestellt.
#099 Agera HH

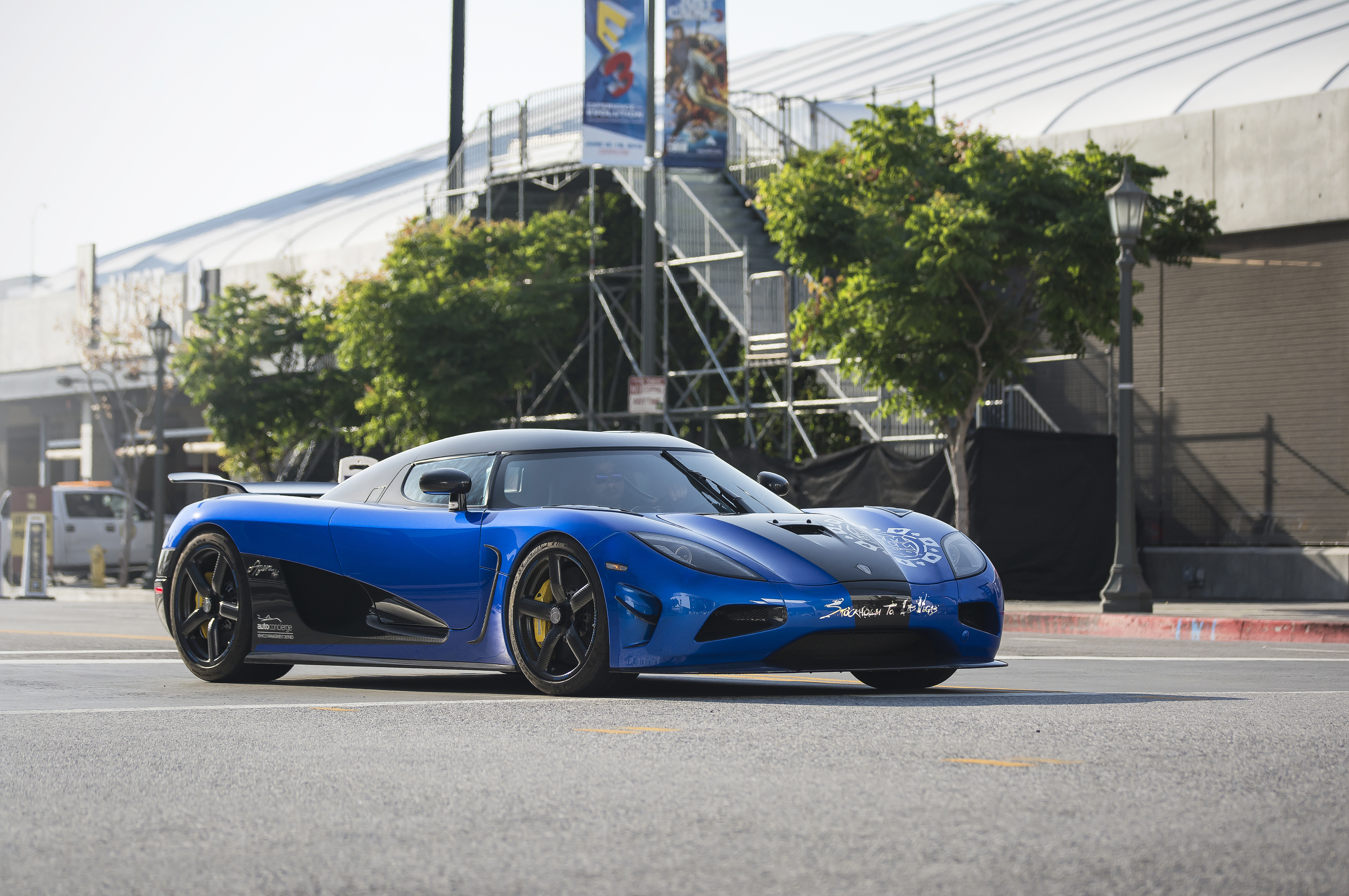
Koenigsegg Agera HH

Der Agera HH ist der zweite nach den Anforderungen für den amerikanischen Markt gebaute Agera. Um die Homologation zu erreichen, wurden Airbags und Rückspiegel vom Vorgängermodell CCX übernommen. Im Gegensatz zum Käufer des Agera R Artico hielt der Käufer des HH an seiner Bestellung fest und konnte den Wagen mit knapp einem Jahr Verzögerung in Empfang nehmen. Damit war der Agera HH der erste in den USA zugelassene Agera.
#100 Agera S Hundra

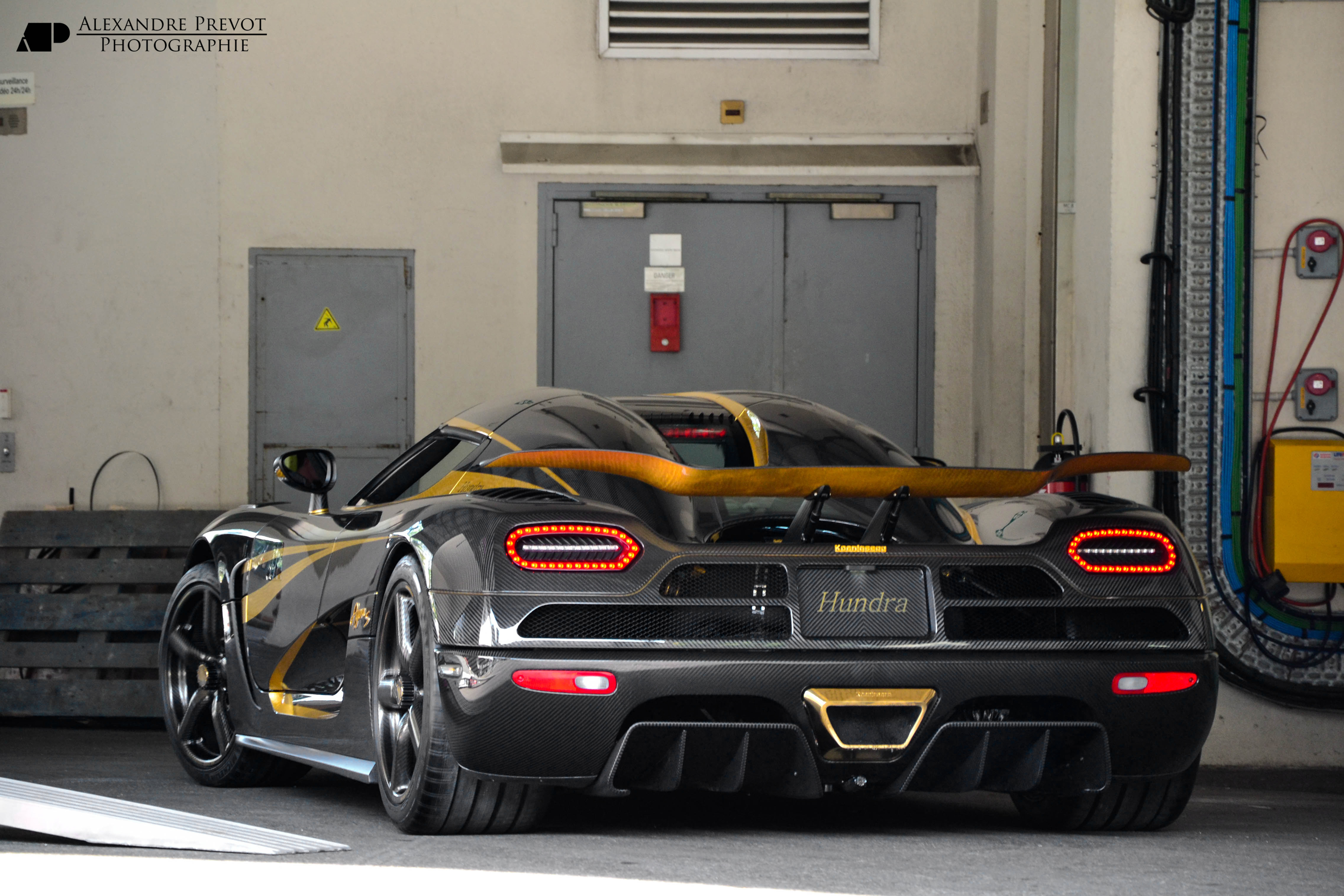
Koenigsegg Agera S Hundra

Mit dem „Hundra“ (deutsch Hundert) stellte Koenigsegg auf dem Genfer Auto-Salon 2013 sein Jubiläumsmodell zum insgesamt hundertsten produzierten Supersportwagen und dem zehnjährigen Bestehen der Firma vor. Das Einzelstück auf Basis des Agera S hat eine KFK-Karosserie mit Verzierungen aus 24-karätigem Gold. Der Wagen wurde bereits für rund 1,6 Millionen Euro verkauft. Es wird vermutet, dass der Käufer aus Hongkong stammt, was die Konfiguration als Rechtslenker erklären würde.

### Agera RS

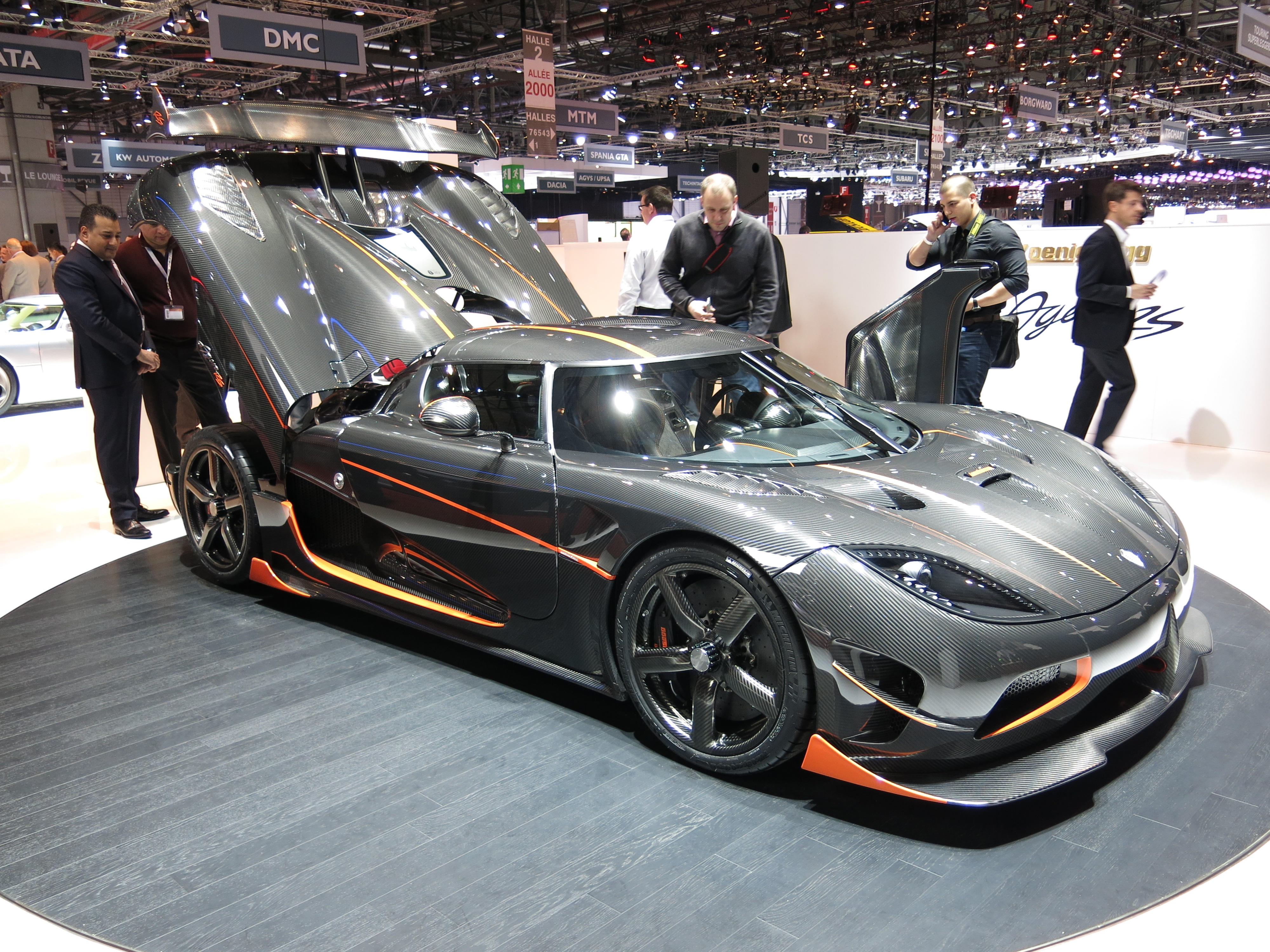
Koenigsegg Agera RS

Der Agera RS wurde 2015 auf dem Genfer Auto-Salon vorgestellt und ist – obwohl er für die Rennstrecke entwickelt wurde – auch für öffentliche Straßen zulassungsfähig. Der Agera RS ist auf eine Stückzahl von 25 begrenzt, von denen bereits bei der Vorstellung zehn Stück vorbestellt wurden. Zehn Monate später gab Koenigsegg bekannt, dass alle Exemplare verkauft wurden. Optional konnte der Agera RS mit dem 1360 PS starken Motor des One:1 ausgestattet werden.
Am 1. Oktober 2017 unterbot der Agera RS den 0–400–0-Geschwindigkeitsrekord, der erst drei Wochen zuvor vom 1500 PS starken Bugatti Chiron aufgestellt worden war, mit 36,44 Sekunden um über 5 Sekunden. Für die Beschleunigung von 0 auf 400 km/h benötigte er 26,88 Sekunden, bis zum Stillstand vergingen weitere 9,56 Sekunden. Der Rekord vom 1. Oktober 2017 wurde mit demselben Fahrzeug am 11. November 2017 auf einer abgesperrten Straße im US-Bundesstaat Nevada wiederholt und mit einer Gesamtzeit von 33,29 Sekunden gebrochen. Für die Beschleunigung von 0 auf 400 km/h benötigte er 24,0 Sekunden (benötigte Strecke ca. 1740,2 m). Bis zum Stillstand vergingen weitere 9,29 Sekunden (benötigte Strecke ca. 499,3 m).
Des Weiteren stellte der Agera RS im November 2017 den aktuellen Geschwindigkeitsrekord für Serienautos auf. Koenigsegg Werksfahrer Niklas Lilja erreichte in zwei Läufen in der Wüste Nevadas eine Durchschnittshöchstgeschwindigkeit von 447,23 km/h (277,9 mph). In der schnellsten der beiden Fahrten wurde eine Höchstgeschwindigkeit von 457,49 km/h (284,27 mph) ermittelt.
Für die Rekordfahrten 2017, bei denen insgesamt fünf Rekorde eingefahren wurden, wurde ein Kundenfahrzeug mit dem 1MW-Motorupgrade verwendet.
Besondere Modelle der RS-Serie sind:
#115 Agera RS HM
#118 Agera RS ML
#122 Agera RSR
#123 Agera RSR
#127 Agera RS Naraya
#128 Agera XS
#131 Agera RS Gryphon
#135 Agera RS Valhall
#136 Agera RS1
#137 Agera RS Draken
#142 Agera XS The King
#195 Agera RSN

### Agera Final
Als Abschluss der Agera-Serie werden drei spezielle, besonders individualisierbare Agera produziert.
Modelle der Final Serie sind:
#121 Agera Final One of 1
#160 Agera Final FE1of2 Vader
#161 Agera Final FE2of2 Thor

## Technische Daten
|                                | Koenigsegg Agera                | Koenigsegg Agera R              | Koenigsegg Agera S              | Koenigsegg Agera RS             |
| ------------------------------ | ------------------------------- | ------------------------------- | ------------------------------- | ------------------------------- |
| Bauzeit                        | 2010                            | 2011–2014                       | 2012–2014                       | 2015–2018                       |
| Motor                          | V8-Mittelmotor, zwei Turbolader | V8-Mittelmotor, zwei Turbolader | V8-Mittelmotor, zwei Turbolader | V8-Mittelmotor, zwei Turbolader |
| Hubraum                        | 5032 cm³                        | 5065 cm³                        | 5065 cm³                        | 5065 cm³                        |
| max. Leistung bei 1/min        | 670 kW (910 PS) bei 7000        | 838 kW (1140 PS) bei 7100       | 757 kW (1030 PS) bei 7100       | 865 kW (1175 PS) bei 7800       |
| Maximales Drehmoment bei 1/min | 1080 Nm bei 5600                | 1200 Nm bei 4100                | 1100 Nm bei 4100                | 1280 Nm bei 4100                |
| Maximale Drehzahl              | 7500/min                        | 7500/min                        | 8250/min                        | 8250/min                        |
| Trockengewicht (kg)            | 1330                            | 1330                            | 1330                            | 1295                            |

## Sonstiges
Der Name Agera bedeutet im Schwedischen handeln oder etwas tun (vgl. Deutsch: „agieren“.)